# Rotherens
Rotherens település Franciaországban, Savoie megyében. Lakosainak száma 375 fő (2022. január 1.). Rotherens La Croix-de-la-Rochette, La Table, Villard-Sallet és Valgelon-La Rochette községekkel határos.

## Népesség
A település népessége az elmúlt években az alábbi módon változott:
| Lakosok száma | 339  | 367  | 374  | 367  | 368  | 368  | 368  | 374  | 375  |
|               | 2013 | 2015 | 2016 | 2017 | 2018 | 2019 | 2020 | 2021 | 2022 |